# Maureen O'Sullivan
Maureen Paula O'Sullivan (Boyle, 17 maggio 1911 – Scottsdale, 23 giugno 1998) è stata un'attrice irlandese naturalizzata statunitense.
Maureen O'Sullivan ebbe una delle carriere più lunghe della storia di Hollywood, durata dal 1930 al 1994.

## Biografia
Nata a Boyle, nella contea irlandese di Roscommon, da Mary Eva Lovatt Frazer e Charles Joseph O'Sullivan, ufficiale dell'esercito britannico nel reggimento Connaught, studiò a Dublino, Londra e a Parigi. A Dublino incontrò il regista statunitense Frank Borzage, che si trovava in Irlanda per dirigere il film Il canto del mio cuore (1930) e che le offrì una parte. Nel 1930 girò anche I prodigi del 2000, Quando l'amore parla e So This Is London.
Per completare le riprese di Il canto del mio cuore, la O'Sullivan si trasferì a Hollywood con la madre. Nel 1932 fu accanto a Norma Shearer in Strano interludio e nello stesso anno fece coppia con l'ex campione di nuoto Johnny Weissmuller in Tarzan l'uomo scimmia, in cui interpretò Jane, la donna di Tarzan. Il successo fu tale che i due attori interpretarono successivamente altri cinque film sull'eroe della giungla, fino al 1942.
Gli anni trenta furono il periodo di maggior successo per la O'Sullivan, che apparve, fra gli altri, nei film The Flame Within (1935), Davide Copperfield (1935), Anna Karenina (1935), in cui fu la cognata della protagonista Greta Garbo.
Dopo Orgoglio e pregiudizio (1940), con Greer Garson e Laurence Olivier, interpretò pochi film negli anni quaranta per dedicarsi alla famiglia. Il 12 settembre 1936 aveva sposato lo scrittore e regista australiano John Farrow, da cui ebbe sette figli: Michael Damien (1939–1958), Patrick Joseph (1942–2009), Maria de Lourdes Villiers, nota come Mia Farrow (1945), John Charles (1946), Prudence Farrow (1948), Stephanie Farrow (1949) e Theresa Magdalena Farrow (1951-2024), conosciuta come Tisa Farrow.
Dal 1952 l'attrice partecipò come guest star a numerose serie televisive, senza però abbandonare il cinema e recitando fino a poco prima della morte. Tra le sue ultime interpretazioni si ricordano quelle in Hannah e le sue sorelle (1986) di Woody Allen, film con cui riapparve sul grande schermo dopo quasi tre decenni, al fianco della figlia Mia Farrow, Peggy Sue si è sposata (1986) di Francis Ford Coppola, accanto a Kathleen Turner, e Good Old Boy, a Delta Boyhood (1988).
Tra il 1992 ed il 1994, ultraottantenne interpretò tre film televisivi. Apparve in due documentari su Tarzan, nel 1996 e nel 1998, e un altro sulla turbolenta vita della figlia Mia, nel 1997. La O'Sullivan partecipò complessivamente a 89 produzioni tra cinema e tv. Morì d'infarto a Scottsdale (Arizona), il 23 giugno 1998, a 87 anni, ed è sepolta nel cimitero di Most Holy Redeemer di Niskayuna, New York.

## Filmografia parziale

### Cinema
- Il canto del mio cuore (Song o' My Heart), regia di Frank Borzage (1930)
- So This Is London, regia di John G. Blystone (1930)
- Un americano alla corte di re Artù (A Connecticut Yankee), regia di David Butler (1931)
- Tarzan l'uomo scimmia (Tarzan, the Ape Man), regia di W. S. Van Dyke (1932)
- Quella canaglia di Pick (Fast Companions), regia di Kurt Neumann (1932)
- La scomparsa di miss Drake (Okay America!), regia di Tay Garnett (1932)
- Strano interludio (Strange Interlude), regia di Robert Z. Leonard (1932)
- Barriere d'orgoglio (Robbers' Roost), regia di David Howard e Louis King (1932)
- Cuori in burrasca (Tugboat Annie), regia di Mervyn LeRoy (1933)
- Figlia d'arte (Stage Mother), regia di Charles Brabin (1933)
- Tarzan e la compagna (Tarzan and His Mate), regia di Jack Conway, Cedric Gibbons e James C. McKay (1934)
- L'uomo ombra (The Thin Man), regia di W.S. Van Dyke (1934)
- Il rifugio (Hide-Out), regia di W.S. Van Dyke (1934)
- La famiglia Barrett (The Barretts of Wimpole Street), regia di Sidney Franklin (1934)
- Davide Copperfield (The Personal History, Adventures, Experience, & Observation of David Copperfield the Younger), regia di George Cukor (1935)
- Aquile (West Point of the Air), regia di Richard Rosson (1935)
- Il cardinale Richelieu (Cardinal Richelieu), regia di Rowland V. Lee (1935)
- The Flame Within, regia di Edmund Goulding (1935)
- L'avventura di Anna Gray (Woman Wanted), regia di George B. Seitz (1935)
- Aquile (West Point of the Air), regia di Richard Rosson (1935)
- Anna Karenina, regia di Clarence Brown (1935)
- La fuga di Tarzan (Tarzan Escapes), regia di Richard Thorpe, John Farrow e William A. Wellman (1936)
- La bambola del diavolo (The Devil-Doll), regia di Tod Browning (1936)
- Un giorno alle corse (A Day at the Races), regia di Sam Wood (1937)
- I candelabri dello zar (The Emperor's Candlesticks), regia di George Fitzmaurice (1937)
- Fra due donne (Between Two Women), regia di George B. Seitz (1937)
- Un americano a Oxford (A Yank at Oxford), regia di Jack Conway (1938)
- Lasciateci vivere! (Let Us Live), regia di John Brahm (1939)
- Il figlio di Tarzan (Tarzan Finds a Son!), regia di Richard Thorpe (1939)
- Trionfo d'amore (Sporting Blood), regia di S. Sylvan Simon (1940)
- Orgoglio e pregiudizio (Pride and Prejudice), regia di Robert Z. Leonard (1940)
- Il tesoro segreto di Tarzan (Tarzan's Secret Treasure), regia di Richard Thorpe (1941)
- Tarzan a New York (Tarzan's New York Adventure), regia di Richard Thorpe (1942)
- Il tempo si è fermato (The Big Clock), regia di John Farrow (1948)
- Una rosa bianca per Giulia (Where Danger Lives), regia di John Farrow (1950)
- Desiderio di donna (All I Desire), regia di Douglas Sirk (1953)
- Tempeste di fuoco (Mission Over Korea), regia di Fred F. Sears (1953)
- Duffy of San Quentin, regia di Walter Doniger (1954)
- I tre banditi (The Tall T), regia di Budd Boetticher (1957)
- Eredità selvaggia (Wild Heritage), regia di Charles F. Haas (1958)
- Hannah e le sue sorelle (Hannah and Her Sisters), regia di Woody Allen (1986)
- Peggy Sue si è sposata (Peggy Sue Got Married), regia di Francis Ford Coppola (1986)
- Extralunati (Stranded), regia di Fleming B. Fuller (1987)

### Televisione
- The Whistler – serie TV, episodio 1x37 (1955)
- Climax! – serie TV, episodi 1x18-2x23-3x21 (1955-1957)
- Crossroads – serie TV, episodio 2x14 (1957)
- Fred Astaire (Alcoa Premiere) – serie TV, episodio 1x04 (1961)
- Ben Casey – serie TV, episodio 4x14 (1965)

## Doppiatrici italiane
- Fiorella Betti in Trionfo d'amore, Tarzan l'uomo scimmia e La fuga di Tarzan (ridoppiaggi)
- Dina Perbellini in La famiglia Barrett
- Renata Marini in Orgoglio e pregiudizio (doppiaggio originale)
- Rosetta Calavetta in Il tempo si è fermato
- Franca Dominici in Desiderio di donna
- Rina Morelli in I tre banditi
- Wanda Tettoni in Hannah e le sue sorelle
- Anna Miserocchi in Peggy Sue si è sposata
- Anna Teresa Eugeni in L'uomo ombra (ridoppiaggio)
- Serena Verdirosi in Orgoglio e pregiudizio (ridoppiaggio anni ottanta)
- Emanuela Rossi in Anna Karenina (ridoppiaggio 1983)
- Cinzia De Carolis in La bambola del diavolo (ridoppiaggio)